# Laura San Giacomo
Laura San Giacomo  (n. 14 noiembrie 1962, Hoboken, New Jersey, SUA) este o actriță americană. Ea are o înălțime de numai 1,57 m.

## Date biografice
Laura a copilărit în Denville, unde a absolvit școala Morris Knolls High School. Deja de timpuriu era interesată pentru actorie, jucând în timpul școlii în câteva în câteva piese de teatru. Ulterior studiază dramaturgia la Carnegie Mellon School of Drama. În anul 1990 s-a căsătorit cu actorul David Cameron Dye, cu care are în anul 1996 un fiu. În anul 1998 divorțează, iar din anul 2000  este căsătorită cu actorul și producătorul de film Matt Adler.

## Filmografie
- 1988:  (Miles from Home)
- 1988:  (All My Children)
- 1989:  (Sex, Lies, and Videotape)
- 1990:  (Pretty Woman)
- 1990:  (Vital Signs)
- 1990:  (Quigley Down Under)
- 1991:  Încă odată (Once Around)
- 1991:  (Under Suspicion)
- 1992:  (Where the Day Takes You)
- 1994:  (Nina takes a Lover)
- 1994:  (The Stand)
- 1995:  (Stuart Saves His Family)
- 1997:  (American Shrimps aka Eat Your Heart Out)
- 1997: (The Apocalypse)
- 1997: (Suicide Kings)
- 1998: (With Friends Like These...)
- 2003: (A House on a Hill)
- 2004: (Checking Out)
- 2005: Havoc
- 2005: Conquistadora